# Didimus inermis
Didimus inermis là một loài bọ cánh cứng trong họ Passalidae. Loài này được Corella miêu tả khoa học năm 1941.